# جيري لين جونسون
جيري لين جونسون (بالإنجليزية: Jeri Lynne Johnson)‏ هي موزعة أمريكية، ولدت في 1972.